# Леніне (Рибницький район)
Леніне (рос. Ленино; рум. Lenin) — село в Рибницькому районі в Молдові (Придністров'ї).
Згідно з переписом населення 2004 року у селі проживало 50,3% українців.